# Palpita quadristigmalis
Palpita quadristigmalis is een vlinder uit de familie van de grasmotten (Crambidae), uit de onderfamilie van de Spilomelinae. De wetenschappelijke naam van deze soort is voor het eerst voorgesteld als Margarodes quadristigmalis door Achille Guenée in een publicatie uit 1854.
De soort komt voor in de Verenigde Staten, Cuba, de Dominicaanse Republiek, Puerto Rico, Mexico, Nicaragua, Venezuela, Bolivia, Paraguay en Argentinië.